# Чемпіонат СРСР з футболу 1952 (клас «А»)
Сезон 1952 року у класі «А» чемпіонату СРСР з футболу — 14-й в історії турнір у вищому дивізіоні футбольної першості Радянського Союзу. Тривав з 8 липня по 25 жовтня 1952 року. Змагання розпочинали 15 команд, турнір проходив в одне коло.
Московська команда ЦБРА, чемпіон СРСР попереднього сезону, встигла провести лише три матчі, після чого її було знято зі змагання. Причиною став провал радянської футбольної збірної, значною мірою складеною з московських «армійців», на тогорічних Олімпійських іграх. Команду було розформовано, результати відіграних нею матчів 1952 року — анульовано. Медалі чемпіонату розіграли між собою 14 команд, що лишилися.
Переможцем сезону стала команда «Спартак» (Москва), для якої ця перемога у чемпіонаті стала 4-ю в історії.
| Чемпіон СРСР 1952            |
| ---------------------------- |
| «Спартак» (Москва) 4-й титул |

## Підсумкова таблиця
| М     | Команда                | І  | В | Н | П | М     | О  |
| ----- | ---------------------- | -- | - | - | - | ----- | -- |
|       | «Спартак» (Москва)     | 13 | 9 | 2 | 2 | 26-12 | 20 |
|       | «Динамо» (Київ)        | 13 | 7 | 3 | 3 | 26-14 | 17 |
|       | «Динамо» (Москва)      | 13 | 7 | 3 | 3 | 24-14 | 17 |
| 4     | «Динамо» (Тбілісі)     | 13 | 5 | 6 | 2 | 19-12 | 16 |
| 5     | «Динамо» (Ленінград)   | 13 | 5 | 5 | 3 | 17-17 | 15 |
| 6     | Команда міста Калініна | 13 | 5 | 4 | 4 | 19-19 | 14 |
| 7     | «Зеніт» (Ленінград)    | 13 | 6 | 2 | 5 | 20-21 | 14 |
| 8     | «Крила Рад» (Куйбишев) | 13 | 5 | 3 | 5 | 16-14 | 13 |
| 9     | «Локомотив» (Москва)   | 13 | 5 | 2 | 6 | 19-21 | 12 |
| 10    | «Торпедо» (Москва)     | 13 | 3 | 6 | 4 | 11-15 | 12 |
| 11    | ВПС (Москва)           | 13 | 2 | 6 | 5 | 11-14 | 10 |
| 12    | «Даугава» (Рига)       | 13 | 2 | 5 | 6 | 10-14 | 9  |
| 13    | «Шахтар» (Сталіно)     | 13 | 1 | 6 | 6 | 14-26 | 8  |
| 14    | «Динамо» (Мінськ)      | 13 | 1 | 3 | 9 | 10-29 | 5  |
| знято | ЦБРА (Москва)          |    |   |   |   |       |    |

## Бомбардири
11 — Андрій Зазроєв («Динамо» К)
8 — Володимир Ільїн («Динамо» М), Олексій Парамонов («Спартак» М)
7 — Автанділ Чкуаселі («Динамо» Тб)

## Ігри, голи
| 1. «Спартак» (Москва) |
| Воротарі: Володимир Чернишов (11, 11п), Юрій Костіков (3, 1п), Володимир Фокін (1). Захисники: Віктор Бєлов (13, 1), Юрій Сєдов (13, 1), Микола Тищенко (9). Півзахисники: Ігор Нетто (13, 1), Олег Тімаков (11, 1), Микола Паршин (7, 1). Нападники: Анатолій Ільїн (13, 3), Олексій Парамонов (13, 8), Анатолій Рисцов (13, 1), Микита Симонян (13, 5), Валентин Ємишев (10, 3), Микола Дементьєв (7, 1), Віктор Терентьєв (5). Тренер: Василь Соколов. |
| 2. «Динамо» (Київ) |
| Воротарі: Олег Макаров (7, 11п), Анатолій Зубрицький (4, 3п), Євген Лемешко (2). Захисники: Віталій Голубєв (13), Абрам Лерман (11), Петро Тищенко (9), Микола Голяков (4). Півзахисники: Михайло Михалина (13, 1), Ернест Юст (10), Тиберій Попович (3), Микола Таранець (2). Нападники: Золтан Сенгетовський (13, 1), Володимир Богданович (12, 5), Андрій Зазроєв (12, 11), Віктор Жилін (10, 3), Віктор Журавльов (9, 3), Павло Віньковатов (8, 2), Михайло Коман (7), Георгій Дралюк (1), Олександр Щанов (1). Тренер: Олег Ошенков.                                                  |
| 3. «Динамо» (Москва) |
| Воротарі: Вальтер Саная (11, 11п), Олексій Хомич (2, 3п). Захисники: Володимир Зябликов (13), Леонід Соловйов (13), Віктор Васін (1), Володимир Дворцов (1). Півзахисники: Євген Байков (13, 4), Всеволод Блінков (13), Віталій Костарєв (1), Олександр Соколов (1). Нападники: Володимир Савдунін (13, 1), Сергій Сальников (13, 4), Олександр Тенягін (13, 3), Василь Трофімов (12), Володимир Ільїн (11, 8), Сергій Соловйов (9, 2), Володимир Шабров (5, 1), Віталій Зуб (3), Костянтин Бєсков (2, 1). Тренер: Михайло Семичастний.                                                    |
| 13. «Шахтар» |
| Воротарі: Юрій Петров (10, 21п), Віктор Чанов (2, 4п), Євген Пєстов (1). Захисники: Микола Дегтярьов (13), Павло Іванчук (11), Віктор Мар'єнко (5), Микола Кривенко (3). Півзахисники: Микола Самарін (13), Олександр Алпатов (12), Іван Костинчак (5), Володимир Михайлов (4), Володимир Солдатченко (2), Віктор Самойлов (1). Нападники: Віктор Колесников (13, 2), Леонід Савінов (13, 2), Віктор Фомін (12, 4), Іван Бобошко (10, 1), Олександр Пономарьов (10, 4), Валентин Сапронов (7, 1), Іван Федосов (3), Анатолій Колосков (1), Борис Потьомкін (1). Тренер: Костянтин Квашнін. |